# Giovanni Battista Grillo
Giovanni Battista Grillo   (Venècia, 1570 (Gregorià) - Venècia, 1622) fou un compositor i organista italià.
Se sap ben poc de Grillo fins que va ser elegit organista de la confraria veneciana "Scuola Grande di S Rocco" el 28 d'agost de 1612. Aquesta va ser una posició destacada en la vida musical de la ciutat. També va ser nomenat primer organista de San Marco el 30 de desembre de 1619. Va morir a Venècia.
La seva música segueix Giovanni Gabrieli, especialment el seu Sacri consens ac Symphonia (Venècia 1618) que inclou canzonas vocals de fins a 12 parts, usant cori spezzati. També és conegut per tres canzones instrumentals publicats a la col·lecció de Raveri; "Canzoni per sonare con ogni sort di stromenti" (Venècia, 1608).

## Llista d'obres
- Il primo libro delle canzonette a 3 voci (Venècia, 1600)
- Il secondo libro delle canzonette a 3 voci (Venècia, 1600)
- Canzoni per sonar amb cada sort de stromenti a 4, 5 i 8 ... llibre I (Venècia, 1608)
- Musica vaga et artificial (Venècia, 1615)
- Symbolae diversorum musicorum, a 2, 3, 4 i 5 veus ... (Venècia, 1620)
- Seconda raccolta de sac canti a 1, 2, 3 i 4 voci, de diversos autèntics eccel·lissimi (Venècia, 1624)
- Venezianische Canzonen (Magúncia, 1958)
- Col·lecció de canzoni per sonar d'Alessandro Raverij, Venise, 1608 (La Haia, 1965)
- Sonates i canzonas del Sacri concentus ac symphoniae, Venècia 1618 (Nova York-Londres, 1989)